# روب هورن
روب هورن (بالإنجليزية: Rob Horne)‏ هو لاعب اتحاد الرغبي أسترالي، ولد في 15 أغسطس 1989 في سيدني في أستراليا.

## وصلات خارجية
- روب هورن على موقع دوري الرغبي الممتاز (الإنجليزية)
- روب هورن على موقع سلسلة سباعيات الرغبي العالمية - رجال (الإنجليزية)
- روب هورن عل موقع إسبنسكروم (الإنجليزية)
- روب هورن على موقع ItsRugby.co.uk (الإنجليزية)